# Patrick Fischler

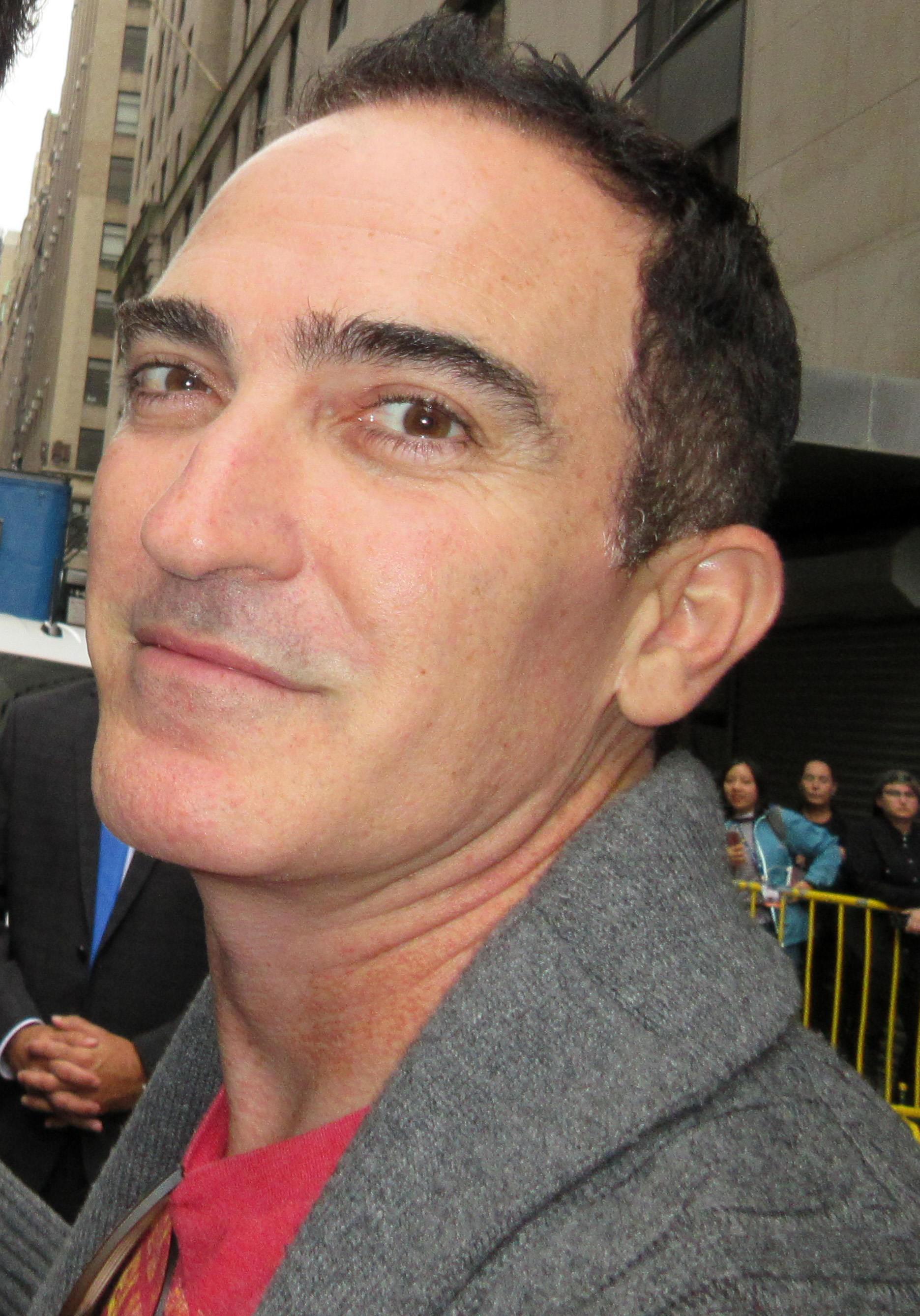
Patrick Fischler, 2018

Patrick Fischler (* 29. Dezember 1969 in Los Angeles, Kalifornien) ist ein US-amerikanischer Schauspieler.

## Leben und Karriere
Fischler wurde 1969 in Los Angeles geboren. Sein Vater Bill Fischler erwarb 1974 ein Restaurant in Malibu, das er nach seinem Sohn Patrick's Roadhouse benannte. Das unter anderem von Arnold Schwarzenegger regelmäßig besuchte Restaurant wurde nach dem Tod seines Vaters von Patricks Bruder Anthony Fischler weitergeführt.
Für drei Jahre lebte Fischler in Südafrika, bevor die Familie 1985 nach Los Angeles zurückkehrte. Dort besuchte Fischler Schauspielkurse und trat in kleineren Theaterinszenierungen auf. Ab Ende der 1980er Jahre arbeitete er bei Paramount Pictures, unter anderem im Script Department, wo er mit der Sichtung eingehender Drehbücher betraut war.
Auf Anregung seines Freundes beschloss Fischler, sich ganz der Schauspielerei zu widmen und begann zunächst ein Studium an der Tisch School of the Arts an der New York University. Dort traf er seine zukünftige Frau, die Schauspielerin Lauren Bowles (eine Halbschwester von Julia Louis-Dreyfus). Nach Ende des Studiums kehrte er 1992 nach Los Angeles zurück, wo er mit Bowles und anderen Absolventen die Theatergruppe Neurotic Young Urbanites gründete. Bei einem dieser Auftritte wurde er von einem Agenten entdeckt und zum Casting des Jan-de-Bont-Films Speed geschickt, das ihm seine erste Nebenrolle in einem Spielfilm einbrachte. Ebenfalls 1994 folgten Nebenrollen in Shadow und der Fluch des Khan sowie Unter Haien in Hollywood. 1996 spielte er, erneut unter der Regie von Jan de Bont, eine größere Nebenrolle im Katastrophenfilm Twister. Danach folgte eine wiederkehrende Rolle in der Fernsehserie Nash Bridges. 1999 übernahm Fischler eine Rolle im ursprünglich als Pilotfilm für eine Fernsehserie geplanten Mulholland Drive – Straße der Finsternis unter der Regie von David Lynch. Nachdem der Film vom Fernsehsender ABC abgelehnt wurde und Lynch das Projekt mit neuen Produzenten zu einem Spielfilm verlängerte, wurde Fischler im Oktober 2000 erneut zum Dreh weiterer Szenen eingeladen. Einem größeren Publikum wurde Fischler 2009 durch seine Auftritte in Fernsehserien wie Southland oder Lost und vor allem seine Rolle als Jimmy Barrett in der AMC-Serie Mad Men bekannt. Im Jahr 2011 stellte Fischler mittels Performance Capture den Mobster Mickey Cohen im Computerspiel L.A. Noire dar.
Fischler ist seit dem Jahr 2004 mit Lauren Bowles verheiratet. 2009 wurde ihre gemeinsame Tochter geboren.

## Filmografie (Auswahl)
- 1990: Unter der Sonne Kaliforniens (Knots Landing, Fernsehserie, Folge 12x02)
- 1993: Love & War (Fernsehserie, Folge 1x19)
- 1993: Küss mich, Kleiner! (Flying Blind, Fernsehserie, Folge 1x21)
- 1993: Die Abenteuer des Brisco County jr. (The Adventures of Brisco County, Jr., Fernsehserie, Folge 1x12)
- 1994: Speed
- 1994: Shadow und der Fluch des Khan (The Shadow)
- 1994: Unter Haien in Hollywood (Swimming with Sharks)
- 1994: Sister, Sister (Fernsehserie, Folge 2x06)
- 1995: Double Rush (Fernsehserie, Folge 1x07)
- 1996: New York Cops – NYPD Blue (Fernsehserie, Folge 3x18)
- 1996: Twister
- 1996–2001: Nash Bridges (Fernsehserie, 11 Folgen)
- 1997: Pretender (Fernsehserie, Folge 2x04)
- 1998: The Week That Girl Died
- 2001: Highway to Hell – 18 Räder aus Stahl (18 Wheels of Justice, Fernsehserie, Folge 2x10)
- 2001: Mulholland Drive – Straße der Finsternis (Mulholland Drive)
- 2001: Ghost World
- 2002: Charmed – Zauberhafte Hexen (Charmed, Fernsehserie, Folge 4x11)
- 2002: Voll Frontal (Full Frontal)
- 2003: Old School – Wir lassen absolut nichts anbrennen (Old School)
- 2003: Was das Herz begehrt (Something's Gotta Give)
- 2004: Total verknallt in Tad Hamilton (Win a Date with Tad Hamilton!)
- 2004: The Seat Filler
- 2004: The West Wing – Im Zentrum der Macht (The West Wing, Fernsehserie, Folge 6x09)
- 2005: Monk (Fernsehserie, Folge 3x11)
- 2005: CSI: NY (Fernsehserie, Folge 1x17)
- 2005: Star Trek: Enterprise (Fernsehserie, Folge 4x20)
- 2005: CSI: Miami (Fernsehserie, 2 Folgen)
- 2006: The Black Dahlia
- 2006: Idiocracy
- 2007: Live!
- 2007: Bones – Die Knochenjägerin (Bones, Fernsehserie, Folge 3x07)
- 2007: Three Days to Vegas
- 2008: Der große Buck Howard (The Great Buck Howard)
- 2008: Finding Amanda
- 2008: Garden Party
- 2008: Burn Notice (Fernsehserie, Folge 2x01)
- 2008: Mad Men (Fernsehserie, 4 Folgen)
- 2009: Lost (Fernsehserie, 8 Folgen)
- 2009–2010: Southland (Fernsehserie, 8 Folgen)
- 2010: Miss Nobody
- 2010: Dinner für Spinner (Dinner for Schmucks)
- 2010: Weeds – Kleine Deals unter Nachbarn (Weeds, Fernsehserie, Folge 6x03)
- 2011: Red State
- 2011: Criminal Minds (Fernsehserie, Folge 6x18)
- 2011: Die Atlas Trilogie – Wer ist John Galt? (Atlas Shrugged: Part I)
- 2011: Grimm (Fernsehserie, Folge 1x04)
- 2011: Lass es, Larry! (Curb Your Enthusiasm, Fernsehserie, Folge 8x04)
- 2012: Castle (Fernsehserie, Folge 5x08)
- 2012: Scandal (Fernsehserie, Folge 2x03)
- 2012: Einmal ist keinmal (One for the Money)
- 2012–2013: Californication (Fernsehserie, 4 Folgen)
- 2012: Grey’s Anatomy (Fernsehserie, Folge 8x23)
- 2013: 2 Guns
- 2013: Mob City (Fernsehserie, Folge 1x06)
- 2014, 2016: Suits (Fernsehserie, 2 Folgen)
- 2014: Married (Fernsehserie, Folge 1x05)
- 2014: The Pact 2
- 2015: Shameless (Fernsehserie, 2 Folgen)
- 2015: The Diabolical
- 2015, 2017: Once Upon a Time – Es war einmal … (Once Upon a Time, Fernsehserie, 8 Folgen)
- 2016: Hail, Caesar!
- 2016: Scorpion (Fernsehserie, Folge 3x22)
- 2017: Twin Peaks (Fernsehserie, 6 Folgen)
- 2017–2019: Happy! (Fernsehserie, 16 Folgen)
- 2018: Under the Silver Lake
- 2018: The Standoff at Sparrow Creek
- 2020: Verschwiegen (Defending Jacob, Miniserie, 4 Episoden)
- 2021: United States of Al (Fernsehserie, eine Folge)
- 2022: Navy CIS: Hawaiʻi (Fernsehserie, Folge 1x14)
- 2022: The Rookie (Fernsehserie, Folge 4x12)
- 2023: Barry (Fernsehserie, 3 Folgen)
- 2023: The Mill
- 2023: Amerikanische Fiktion (American Fiction)